# Polygon (Blockchain-Netzwerk)

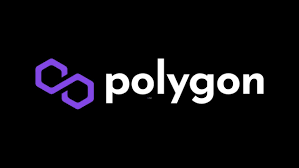
Polygon Logo

Polygon (ehemals Matic Network) ist eine Blockchain-Plattform, die darauf abzielt, ein Multi-Chain-System zu schaffen, das mit Ethereum kompatibel ist. Die Plattform verwendet einen Proof-of-Stake-Konsensmechanismus, um Transaktionen zu verarbeiten. Der native Token von Polygon heißt POL (ehemals MATIC) und ist ein ERC-20-Token, was ihn mit anderen Ethereum-basierten Kryptowährungen kompatibel macht. Polygon wird von Polygon Labs betrieben und findet Anwendung in dezentralen Anwendungen (dApps) wie DeFi, DAOs und NFTs.

## Geschichte
Polygon wurde ursprünglich als Matic Network 2017 von Jaynti Kanani, Sandeep Nailwal, Anurag Arjun und Mihailo Bjelic gegründet. Im Februar 2021 erfolgte die Umbenennung in Polygon. Im Dezember 2021 erwarb Polygon das Mir-Blockchain-Netzwerk für 250 Millionen MATIC-Token, die zu diesem Zeitpunkt einen Wert von rund 400 Millionen US-Dollar hatten. Diese Akquisition diente der Einführung von ZK-Rollups, um die Datenverarbeitung von Ethereum auszulagern, Gebühren zu senken und die Transaktionsgeschwindigkeit zu erhöhen.
Im Februar 2022 sammelte Polygon 450 Millionen US-Dollar durch den Verkauf von MATIC-Tokens in einer von Sequoia Capital India geführten Finanzierungsrunde ein. Im November 2022 führte JPMorgan Chase & Co seinen ersten Live-Trade auf einer öffentlichen Blockchain mit Hilfe von Polygon durch.
Am 4. September 2024 fand eine Migration statt, die den MATIC Token durch den POL Token ersetzte.

## Technologie
Polygon verwendet einen modifizierten Proof-of-Stake-Konsensmechanismus, der es ermöglicht, Konsens mit jedem Block zu erreichen. Diese Methode erfordert von den Teilnehmern des Netzwerks, ihre POL-Token zu staken, um das Recht zu erhalten, Transaktionen zu validieren. Erfolgreiche Validatoren werden mit POL-Token belohnt. Polygon zielt darauf ab, Probleme auf der Ethereum-Plattform zu lösen, insbesondere hohe Transaktionsgebühren und langsame Verarbeitungsgeschwindigkeiten.

## Partnerschaften
Polygon hat  Partnerschaften mit  Unternehmen geschlossen, darunter eine Teilnahme am Disney Accelerator Programm 2022 sowie eine Zusammenarbeit mit Starbucks und Mastercard im Jahr 2023.